# Hurt (Cayeux-sur-Mer)
Hurt is een gehucht in de Franse gemeente Cayeux-sur-Mer in het departement Somme. Het gehucht ligt 2,5 kilometer ten oosten van het dorpscentrum van Cayeux-sur-Mer, langs de weg naar Wathiéhurt (gemeente Lanchères) en Sallenelle (gemeente Pendé).

## Geschiedenis
Oude vermeldingen van de plaats gaan terug tot 1337 als Hurt. Op de 18de-eeuwse Cassinikaart is de plaats aangeduid als Hurt.
Op het eind van het ancien régime op het eind van de 18de eeuw, toen de gemeenten werden gecreëerd, werd Hurt ondergebracht in de gemeente Cayeux.
Net ten oosten, net over de grens met Lanchères, bevond zich een tijd de halte Hurt langs de spoorlijn van de Sommebaai.
Brighton les Pins · Cayeux-sur-Mer · le Hourdel · Hurt · la Mollière d'Aval